# محوطه آبگرم باروس
محوطه آبگرم باروس مربوط به سده‌های اولیه تا متاخر دوره اسلامی است و در شهرستان قیروکارزین، بخش مرکزی، دهستان مبارک‌آباد، شرق منطقه آبگرم دشت باروس واقع شده و با شمارهٔ ثبت ۲۶۶۳۶ به‌عنوان یکی از آثار ملی ایران به ثبت رسیده است.